# Liste des gares de la Haute-Loire

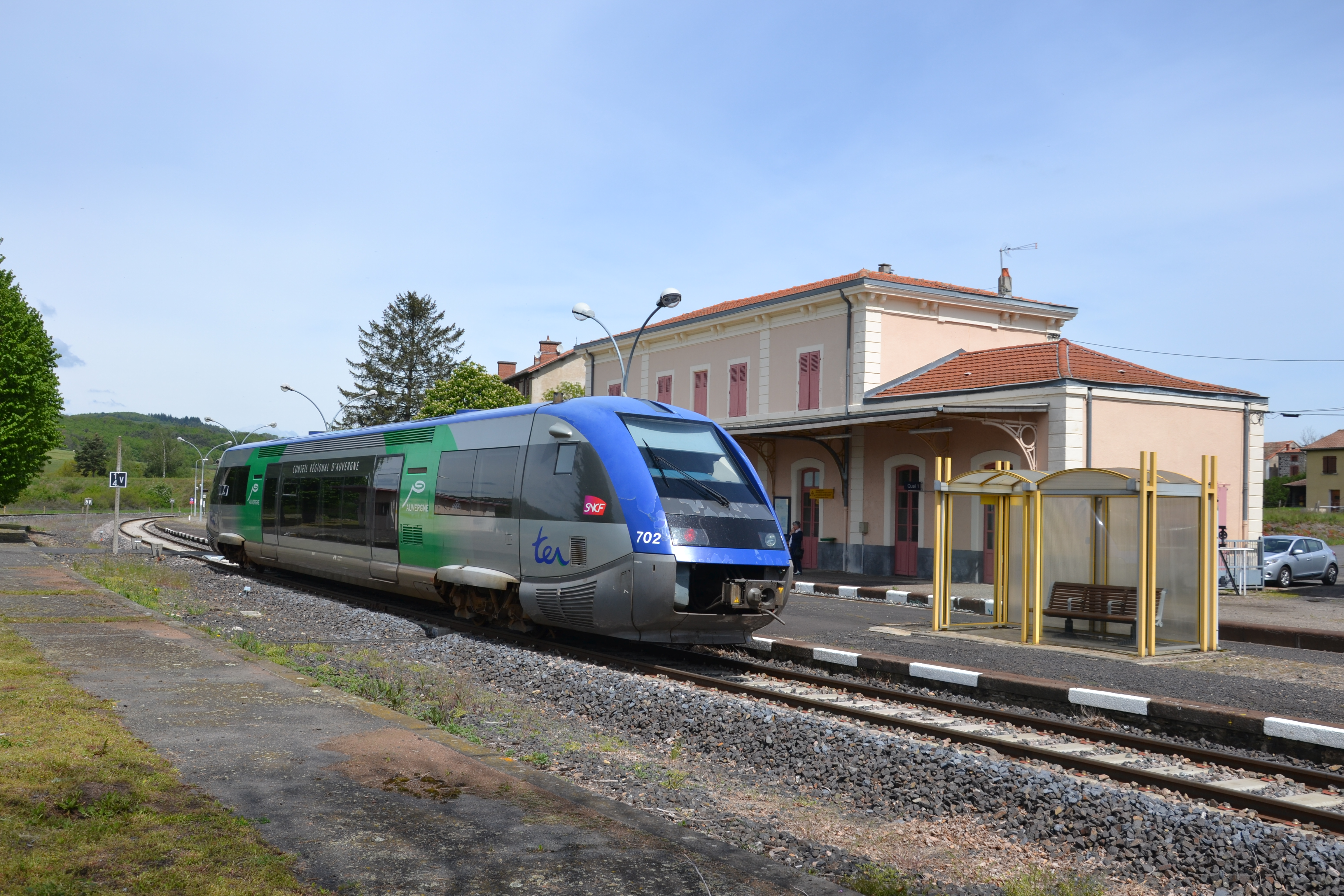
La gare de Saint-Georges-d'Aurac.

La liste des gares de la Haute-Loire, est une liste des gares ferroviaires, haltes ou arrêts, situées dans le département de la Haute-Loire, en région Auvergne-Rhône-Alpes.
Gares et haltes, triées par ordre alphabétique, existantes ou ayant existé dans le département du Haute-Loire.

## Gares ferroviaires des lignes du réseau national
Seules les gares d'Arvant, Brioude, Saint-Georges-d'Aurac et Langeac sont desservies par des trains Intercités. Toutes les gares de la liste ci-dessous sont desservies par des TER.

### Gares ouvertes au trafic voyageurs
- Gare d'Alleyras
- Gare d'Arvant
- Gare d'Aurec
- Gare de Bas-Monistrol
- Gare de Brioude
- Gare de Chamalières-sur-Loire
- Gare de Darsac
- Gare de Lachaud-Curmilhac
- Gare de Langeac
- Gare de Lavoûte-sur-Loire
- Gare de Monistrol-d'Allier
- Gare de Paulhaguet
- Gare de Pont-de-Lignon
- Gare du Puy-en-Velay
- Gare de Retournac
- Gare de Saint-Georges-d'Aurac
- Gare de Saint-Vincent-le-Château
- Gare de Vorey

### Gares fermées au trafic voyageurs
- Allègre
- Aurac-Lafayette
- Beauzac
- Bonneval-Félines
- Borne
- Le Brignon
- Brives-Charensac
- Céaux-d'Allègre
- Gare de La Chaise-Dieu (touristique)
- Chanteuges
- La Chapelle-Geneste
- Costaros-Cayres
- Craponne-sur-Arzon
- Dunières
- Fontannes
- Frugières-le-Pin
- Jullianges
- Le Lac-de-Malaguet
- Landos
- Lempdes
- Lissac
- Monlet
- Pontempeyrat
- Pont-Salomon
- Pradelles
- Prades-Saint-Julien
- Le Puy-Lafayette
- Rougeac-Chavaniac
- Gare de Sembadel
- Semène
- Solignac
- Saint-Didier-La-Séauve
- Saint-Étienne-du-Vigan
- Saint-Pal — Saint-Romain
- Saint-Vidal
- La Souchère-les-Bains